# Preishac de Castèthnau
Preishac d'Ador (en francès Préchac-sur-Adour) és un municipi francès situat al departament del Gers i a la regió d'Occitània.

## Demografia
| 1962                                       | 1968 | 1975 | 1982 | 1990 | 1999 | 2006 |
| ------------------------------------------ | ---- | ---- | ---- | ---- | ---- | ---- |
| 216                                        | 191  | 190  | 190  | 212  | 213  | 214  |
| Des de 1962: població sense dobles comptes |      |      |      |      |      |      |

## Administració
| Període   | Identitat           | Partit |
| --------- | ------------------- | ------ |
| 2001-2006 | Frédéric Rimauro    |        |
| 2006-2016 | Francis Bosseaux    | PRG    |
| 2016-2023 | Marie-Martine Adler |        |
| 2023-     | François Lassalle   |        |